# Giải vô địch bóng đá nữ U-20 thế giới 2018
Giải vô địch bóng đá nữ U-20 thế giới 2018 là giải đấu lần thứ 8 của Giải vô địch bóng đá nữ U-20 thế giới được tổ chức tại Pháp từ ngày 5 đến ngày 24 tháng 8 năm 2018, nơi sẽ cũng là chủ nhà Giải vô địch bóng đá nữ thế giới 2019.
Haiti và Hà Lan lần đầu tham dự giải. Triều Tiên là đương kim vô địch nhưng bị chủ nhà Pháp loại ở tứ kết.
Trận chung kết diễn ra tại sân Stade de la Rabine, Vannes giữa Tây Ban Nha và Nhật Bản (hai đội từng gặp nhau ở vòng bảng). Nhật Bản giành chức vô địch sau khi giành chiến thắng với tỉ số 3-1.

## Lựa chọn chủ nhà
Vào ngày 6 tháng 3 năm 2014, FIFA thông báo quá trình chọn lựa chủ nhà Giải vô địch bóng đá nữ U-20 thế giới 2018 đã bắt đầu. Các liên đoàn quan tâm đến việc tổ chức phải nộp đơn tỏ ý quan tâm trước ngày 15 tháng 4 năm 2014 và cung cấp đầy đủ hồ sơ trước ngày 31 tháng 10 năm 2014. FIFA Executive Committee sẽ chọn đội chủ nhà vào năm 2015.
Các quốc gia sau đây đã chính thức nộp đơn đăng cai và hồ sơ Giải vô địch bóng đá nữ U-20 thế giới 2018 và Giải vô địch bóng đá nữ thế giới 2019 trước hạn chót vào ngày 31 tháng 10 năm 2014:
- Pháp[6]
- Hàn Quốc[7]

Pháp đã được trao quyền tổ chức cả hai giải đấu bởi Ủy ban điều hành FIFA vào ngày 19 tháng 3 năm 2015.

## Các đội vượt qua vòng loại
Tổng cộng có 16 đội tham dự vòng chung kết. Ngoài đội tuyển Pháp có đủ điều kiện vì là đội chủ nhà, 15 đội còn lại có thể đủ điều kiện tham dự từ 6 giải đấu lục địa riêng biệt. Việc phân bổ vị trí đã được Hội đồng FIFA công bố vào ngày 13-14 tháng 10 năm 2016.
| Liên đoàn            | Vòng loại                                 | Đội               | Lần tham dự | Lần dự gần nhất | Thành tích tốt nhất                |
| -------------------- | ----------------------------------------- | ----------------- | ----------- | --------------- | ---------------------------------- |
| AFC (châu Á)         | Giải vô địch bóng đá nữ U-19 châu Á 2017  | Trung Quốc        | 6           | 2014            | Á quân (2004, 2006)                |
| AFC (châu Á)         | Giải vô địch bóng đá nữ U-19 châu Á 2017  | Nhật Bản          | 6           | 2016            | Hạng ba (2012, 2016)               |
| AFC (châu Á)         | Giải vô địch bóng đá nữ U-19 châu Á 2017  | CHDCND Triều Tiên | 7           | 2016            | Vô địch (2006, 2016)               |
| CAF (châu Phi)       | Vòng loại châu Phi 2018                   | Ghana             | 5           | 2016            | Vòng bảng (2010, 2012, 2014, 2016) |
| CAF (châu Phi)       | Vòng loại châu Phi 2018                   | Nigeria           | 9           | 2016            | Á quân (2010, 2014)                |
| CONCACAF             | Giải vô địch CONCACAF 2018                | Haiti             | 1           | Không           | Lần đầu                            |
| CONCACAF             | Giải vô địch CONCACAF 2018                | México            | 8           | 2016            | Tứ kết (2010, 2012, 2016)          |
| CONCACAF             | Giải vô địch CONCACAF 2018                | Hoa Kỳ            | 9           | 2016            | Vô địch (2002, 2008, 2012)         |
| CONMEBOL (Nam Mỹ)    | Giải vô địch bóng đá nữ U-20 Nam Mỹ 2018  | Brasil            | 9           | 2016            | Hạng ba (2006)                     |
| CONMEBOL (Nam Mỹ)    | Giải vô địch bóng đá nữ U-20 Nam Mỹ 2018  | Paraguay          | 2           | 2014            | Vòng bảng (2014)                   |
| OFC (châu Đại Dương) | Giải vô địch châu Đại Dương 2017          | New Zealand       | 7           | 2016            | Tứ kết (2014)                      |
| UEFA (châu Âu)       | Chủ nhà                                   | Pháp              | 7           | 2016            | Á quân (2016)                      |
| UEFA (châu Âu)       | Giải vô địch bóng đá nữ U-19 châu Âu 2017 | Anh               | 5           | 2014            | Tứ kết (2008, 2008)                |
| UEFA (châu Âu)       | Giải vô địch bóng đá nữ U-19 châu Âu 2017 | Đức               | 9           | 2016            | Vô địch (2004, 2010, 2014)         |
| UEFA (châu Âu)       | Giải vô địch bóng đá nữ U-19 châu Âu 2017 | Hà Lan            | 1           | Không           | Lần đầu                            |
| UEFA (châu Âu)       | Giải vô địch bóng đá nữ U-19 châu Âu 2017 | Tây Ban Nha       | 3           | 2016            | Tứ kết (2016)                      |

## Địa điểm
Bốn thành phố chủ nhà, tất cả đều nằm trong vùng Bretagne, đã được công bố vào ngày 7 tháng 9 năm 2017. Trận khai mạc, bán kết, tranh hạng ba và chung kết được tổ chức tại Vannes.
| Concarneau                            | Saint-Malo                            | Dinan-Léhon              |
| ------------------------------------- | ------------------------------------- | ------------------------ |
| Sân vận động Guy Piriou               | Sân vận động Marville                 | Sân vận động Clos Gastel |
| Sức chứa: 6.500                       | Sức chứa: 2.500                       | Sức chứa: 2.000          |
|                                       |                                       |                          |
| VannesConcarneauSaint-MaloDinan-Léhon | VannesConcarneauSaint-MaloDinan-Léhon | Vannes                   |
| VannesConcarneauSaint-MaloDinan-Léhon | VannesConcarneauSaint-MaloDinan-Léhon | Sân vận động Rabine      |
| VannesConcarneauSaint-MaloDinan-Léhon | VannesConcarneauSaint-MaloDinan-Léhon | Sức chứa: 9.500          |
| VannesConcarneauSaint-MaloDinan-Léhon | VannesConcarneauSaint-MaloDinan-Léhon |                          |

## Thương hiệu
Biểu trưng chính thức được công bố vào ngày 22 tháng 9 năm 2017.

## Đội hình
Các cầu thủ sinh từ 1 tháng 1 năm 1998 tới 31 tháng 12 năm 2002 được phép tham dự giải. Mỗi đội được đăng ký 21 cầu thủ (ba thủ môn).

## Trọng tài
Có 15 trọng tài và 30 trợ lý trọng tài làm nhiệm vụ.
| Liên đoàn | Trọng tài                                                                         | Trợ lý |
| --------- | --------------------------------------------------------------------------------- | --- |
| AFC       | Kate Jacewicz Qin Liang Ri Hyang-ok                                               | Renae Coghill Fang Yan Cui Yongmei Uvena Fernandes Kum-Nyo Hong Kim Kyoung-min                                                                                  |
| CAF       | Lidya Tafesse Abebe Gladys Lengwe                                                 | Bernadettar Kwimbira Mary Njoroge Lidwine Rakotozafinoro Queency Victoire                                                                                       |
| CONCACAF  | Carol Anne Chenard Melissa Borjas                                                 | Chantal Boudreau Yudilia Briones Kathryn Nesbitt Shirley Perello                                                                                                |
| CONMEBOL  | Edina Alves Batista Claudia Umpiérrez                                             | Mónica Amboya Neuza Back Luciana Mascaraña Tatiane Sacilotti |
| OFC       | Anna-Marie Keighley                                                               | Lata Kaumatule Maria Tamalelagi |
| UEFA      | Jana Adámková Stéphanie Frappart Kateryna Monzul Esther Staubli Bibiana Steinhaus | Petruta Iugulescu Chrysoula Kourompylia Susanne Küng Sian Massey Manuela Nicolosi Michelle O'Neill Belinda Pierre Katrin Rafalski Sanja Rodak Maryna Striletska |

## Vòng bảng
Tất cả các trận đấu diễn ra theo giờ địa phương (CEST/UTC+2).

### Bảng A
| VT | Đội         | ST | T | H | B | BT | BB | HS | Đ | Giành quyền tham dự     |
| -- | ----------- | -- | - | - | - | -- | -- | -- | - | ----------------------- |
| 1  | Pháp (H)    | 3  | 2 | 1 | 0 | 8  | 1  | +7 | 7 | Vòng đấu loại trực tiếp |
| 2  | Hà Lan      | 3  | 2 | 0 | 1 | 6  | 5  | +1 | 6 | Vòng đấu loại trực tiếp |
| 3  | Ghana       | 3  | 1 | 0 | 2 | 2  | 8  | −6 | 3 |                         |
| 4  | New Zealand | 3  | 0 | 1 | 2 | 1  | 3  | −2 | 1 |                         |

| New Zealand | 1–2      | Hà Lan                        |
| ----------- | -------- | ----------------------------- |
| - Blake 44' | Chi tiết | - Kalma 28' - Van Deursen 78' |

| Pháp                                              | 4–1      | Ghana             |
| ------------------------------------------------- | -------- | ----------------- |
| - Laurent 6', 31' - Fercocq 27' - Baltimore 90+7' | Chi tiết | - Owusu-Ansah 58' |

| Hà Lan                                     | 4–0      | Ghana |
| ------------------------------------------ | -------- | ----- |
| - Nouwen 21' - Kalma 28', 32' - Pelova 80' | Chi tiết |       |

| Pháp | 0–0      | New Zealand |
| ---- | -------- | ----------- |
|      | Chi tiết |             |

| Hà Lan | 0–4      | Pháp                                          |
| ------ | -------- | --------------------------------------------- |
|        | Chi tiết | - Delabre 10', 31' (ph.đ.), 33' - Laurent 72' |

| Ghana       | 1–0      | New Zealand |
| ----------- | -------- | ----------- |
| - Anima 75' | Chi tiết |             |

### Bảng B
| VT | Đội               | ST | T | H | B | BT | BB | HS | Đ | Giành quyền tham dự     |
| -- | ----------------- | -- | - | - | - | -- | -- | -- | - | ----------------------- |
| 1  | Anh               | 3  | 2 | 1 | 0 | 10 | 3  | +7 | 7 | Vòng đấu loại trực tiếp |
| 2  | CHDCND Triều Tiên | 3  | 2 | 0 | 1 | 5  | 5  | 0  | 6 | Vòng đấu loại trực tiếp |
| 3  | México            | 3  | 1 | 0 | 2 | 5  | 10 | −5 | 3 |                         |
| 4  | Brasil            | 3  | 0 | 1 | 2 | 4  | 6  | −2 | 1 |                         |

| México                          | 3–2      | Brasil            |
| ------------------------------- | -------- | ----------------- |
| - Martínez 4' - Ovalle 52', 63' | Chi tiết | - Kerolin 6', 17' |

| CHDCND Triều Tiên | 1–3      | Anh                            |
| ----------------- | -------- | ------------------------------ |
| - Ja Un-yong 71'  | Chi tiết | - Russo 31', 73' - Stanway 60' |

| Brasil           | 1–1      | Anh                   |
| ---------------- | -------- | --------------------- |
| - Ariadina 90+2' | Chi tiết | - Stanway 11' (ph.đ.) |

| CHDCND Triều Tiên                      | 2–1      | México       |
| -------------------------------------- | -------- | ------------ |
| - Choe Kum-ok 14' - Kim Kyong-yong 85' | Chi tiết | - Ovalle 12' |

| Brasil      | 1–2      | CHDCND Triều Tiên                    |
| ----------- | -------- | ------------------------------------ |
| - Geyse 68' | Chi tiết | - Son Sun-im 44' - Choe Kum-ok 90+3' |

| Anh                                                        | 6–1      | México       |
| ---------------------------------------------------------- | -------- | ------------ |
| - Russo 49' - Kelly 53' - Hemp 62', 68', 80' - Stanway 64' | Chi tiết | - Ovalle 37' |

### Bảng C
| VT | Đội         | ST | T | H | B | BT | BB | HS  | Đ | Giành quyền tham dự     |
| -- | ----------- | -- | - | - | - | -- | -- | --- | - | ----------------------- |
| 1  | Tây Ban Nha | 3  | 2 | 1 | 0 | 7  | 3  | +4  | 7 | Vòng đấu loại trực tiếp |
| 2  | Nhật Bản    | 3  | 2 | 0 | 1 | 7  | 1  | +6  | 6 | Vòng đấu loại trực tiếp |
| 3  | Hoa Kỳ      | 3  | 1 | 1 | 1 | 8  | 3  | +5  | 4 |                         |
| 4  | Paraguay    | 3  | 0 | 0 | 3 | 1  | 16 | −15 | 0 |                         |

| Paraguay          | 1–4      | Tây Ban Nha                           |
| ----------------- | -------- | ------------------------------------- |
| - J. Martínez 62' | Chi tiết | - Guijarro 40', 64', 90+6' - Pina 49' |

| Hoa Kỳ | 0–1      | Nhật Bản      |
| ------ | -------- | ------------- |
|        | Chi tiết | - Hayashi 76' |

| Tây Ban Nha  | 1–0      | Nhật Bản |
| ------------ | -------- | -------- |
| - Menayo 16' | Chi tiết |          |

| Hoa Kỳ                                                | 6–0      | Paraguay |
| ----------------------------------------------------- | -------- | -------- |
| - Smith 15', 63' - DeMelo 39', 44', 78' - Sanchez 46' | Chi tiết |          |

| Tây Ban Nha                | 2–2      | Hoa Kỳ                   |
| -------------------------- | -------- | ------------------------ |
| - Guijarro 7' - García 42' | Chi tiết | - Smith 83' - DeMelo 87' |

| Nhật Bản                                       | 6–0      | Paraguay |
| ---------------------------------------------- | -------- | -------- |
| - Takarada 5', 18', 61' - Ueki 44', 45+3', 60' | Chi tiết |          |

### Bảng D
| VT | Đội        | ST | T | H | B | BT | BB | HS | Đ | Giành quyền tham dự     |
| -- | ---------- | -- | - | - | - | -- | -- | -- | - | ----------------------- |
| 1  | Đức        | 3  | 3 | 0 | 0 | 6  | 2  | +4 | 9 | Vòng đấu loại trực tiếp |
| 2  | Nigeria    | 3  | 1 | 1 | 1 | 2  | 2  | 0  | 4 | Vòng đấu loại trực tiếp |
| 3  | Trung Quốc | 3  | 1 | 1 | 1 | 3  | 4  | −1 | 4 |                         |
| 4  | Haiti      | 3  | 0 | 0 | 3 | 3  | 6  | −3 | 0 |                         |

| Nigeria | 0–1      | Đức           |
| ------- | -------- | ------------- |
|         | Chi tiết | - Sanders 69' |

| Haiti                  | 1–2      | Trung Quốc                         |
| ---------------------- | -------- | ---------------------------------- |
| - Mondésir 78' (ph.đ.) | Chi tiết | - Zhao Yujie 13' - Shen Mengyu 46' |

| Đức                        | 2–0      | Trung Quốc |
| -------------------------- | -------- | ---------- |
| - Gwinn 31' - Freigang 40' | Chi tiết |            |

| Haiti | 0–1      | Nigeria               |
| ----- | -------- | --------------------- |
|       | Chi tiết | - Ajibade 36' (ph.đ.) |

| Đức                                   | 3–2      | Haiti               |
| ------------------------------------- | -------- | ------------------- |
| - Freigang 18' - Kögel 49' - Bühl 60' | Chi tiết | - Mondésir 63', 73' |

| Trung Quốc         | 1–1      | Nigeria                    |
| ------------------ | -------- | -------------------------- |
| - Zhang Linyan 41' | Chi tiết | - Dou Jiaxing 90+5' (l.n.) |

## Vòng đấu loại trực tiếp

### Sơ đồ
|  | Tứ kết                  | Tứ kết              |                     |       | Bán kết       | Bán kết       |  |  | Chung kết | Chung kết |
|  |                         |                     |                     |       |               |               |  |  |           |           |
|  | 16 tháng 8 - Concarneau |                     |                     |       |               |               |  |  |           |           |
|  |                         |                     |                     |       |               |               |  |  |           |           |
|  | Pháp                    | 1                   |                     |       |               |               |  |  |           |           |
|  | Pháp                    | 1                   | 20 tháng 8 - Vannes |       |               |               |  |  |           |           |
|  | CHDCND Triều Tiên       | 0                   |                     |       |               |               |  |  |           |           |
|  | CHDCND Triều Tiên       | 0                   | Pháp                | 0     |               |               |  |  |           |           |
|  | 16 tháng 8 - Concarneau |                     | Pháp                | 0     |               |               |  |  |           |           |
|  |                         | Tây Ban Nha         | 1                   |       |               |               |  |  |           |           |
|  | Tây Ban Nha             | Tây Ban Nha         | 1                   | 2     |               |               |  |  |           |           |
|  | Tây Ban Nha             |                     | 24 tháng 8 - Vannes | 2     |               |               |  |  |           |           |
|  | Nigeria                 | 1                   |                     |       |               |               |  |  |           |           |
|  | Nigeria                 | 1                   | Tây Ban Nha         | 1     |               |               |  |  |           |           |
|  | 17 tháng 8 - Vannes     |                     | Tây Ban Nha         | 1     |               |               |  |  |           |           |
|  |                         | Nhật Bản            | 3                   |       |               |               |  |  |           |           |
|  | Anh                     | Nhật Bản            | 3                   | 2     |               |               |  |  |           |           |
|  | Anh                     | 20 tháng 8 - Vannes |                     | 2     |               |               |  |  |           |           |
|  | Hà Lan                  | 1                   |                     |       |               |               |  |  |           |           |
|  | Hà Lan                  | 1                   | Anh                 | 0     |               |               |  |  |           |           |
|  | 17 tháng 8 - Vannes     |                     | Anh                 | 0     |               |               |  |  |           |           |
|  |                         | Nhật Bản            | 2                   |       | Tranh hạng ba | Tranh hạng ba |  |  |           |           |
|  | Đức                     | Nhật Bản            | 2                   | 1     | Tranh hạng ba | Tranh hạng ba |  |  |           |           |
|  | Đức                     |                     | 24 tháng 8 - Vannes | 1     |               |               |  |  |           |           |
|  | Nhật Bản                | 3                   |                     |       |               |               |  |  |           |           |
|  | Nhật Bản                | 3                   | Pháp                | 1 (2) |               |               |  |  |           |           |
|  |                         |                     |                     |       |               |               |  |  |           |           |
|  | Anh (p)                 | 1 (4)               |                     |       |               |               |  |  |           |           |
|  | Anh (p)                 | 1 (4)               |                     |       |               |               |  |  |           |           |

### Tứ kết
| Tây Ban Nha                    | 2–1      | Nigeria    |
| ------------------------------ | -------- | ---------- |
| - Bonmatí 13' - Guijarro 45+2' | Chi tiết | - Efih 57' |

| Pháp                  | 1–0      | CHDCND Triều Tiên |
| --------------------- | -------- | ----------------- |
| - Delabre 29' (ph.đ.) | Chi tiết |                   |

| Anh                | 2–1      | Hà Lan       |
| ------------------ | -------- | ------------ |
| - Stanway 20', 23' | Chi tiết | - Pelova 12' |

| Đức         | 1–3      | Nhật Bản                             |
| ----------- | -------- | ------------------------------------ |
| - Minge 82' | Chi tiết | - Endo 59' - Ueki 70' - Takarada 73' |

### Bán kết
| Anh | 0–2      | Nhật Bản              |
| --- | -------- | --------------------- |
|     | Chi tiết | - Ueki 22' · Endo 27' |

| Pháp | 0–1      | Tây Ban Nha  |
| ---- | -------- | ------------ |
|      | Chi tiết | Guijarro 51' |

### Tranh hạng ba
| Pháp                                  | 1–1      | Anh                                       |
| ------------------------------------- | -------- | ----------------------------------------- |
| - Laurent 68' (ph.đ.)                 | Chi tiết | - Stanway 46'                             |
| Loạt sút luân lưu                     |          |                                           |
| - Thibaud - Bacha - Laurent - Delabre | 2–4      | - Stanway - Hemp - Russo - Peplow - Allen |

### Chung kết
| Tây Ban Nha   | 1–3      | Nhật Bản                                   |
| ------------- | -------- | ------------------------------------------ |
| - Andújar 71' | Chi tiết | - Miyazawa 38' - Takarada 57' - Nagano 65' |

| Giải vô địch bóng đá nữ U-20 thế giới 2018 |
| ------------------------------------------ |
| · Nhật Bản · Lần đầu tiên                  |

## Giải thưởng
Các giải thưởng sau đây đã được trao sau giải đấu:
| Quả bóng vàng        | Quả bóng bạc    | Quả bóng đồng     |
| -------------------- | --------------- | ----------------- |
| Patricia Guijarro    | Takarada Saori  | Minami Moeka      |
| Chiếc giày vàng      | Chiếc giày bạc  | Chiếc giày đồng   |
| Patricia Guijarro    | Georgia Stanway | Takarada Saori    |
| 6 bàn, 3 kiến tạo    | 6 bàn           | 5 bàn, 3 kiến tạo |
| Găng tay vàng        |                 |                   |
| Sandy MacIver        |                 |                   |
| Giải phong cách FIFA |                 |                   |
| Nhật Bản             |                 |                   |

## Cầu thủ ghi bàn
Đã có 98 bàn thắng ghi được trong 32 trận đấu, trung bình 3.06 bàn thắng mỗi trận đấu.
6 bàn thắng
- Georgia Stanway
- Patricia Guijarro

5 bàn thắng
- Takarada Saori
- Ueki Riko

4 bàn thắng
- Amelie Delabre
- Emelyne Laurent
- Jacqueline Ovalle
- Savannah DeMelo

3 bàn thắng
- Lauren Hemp
- Alessia Russo
- Nérilia Mondésir
- Fenna Kalma
- Sophia Smith

2 bàn thắng
- Kerolin
- Laura Freigang
- Endo Jun
- Victoria Pelova
- Choe Kum-ok

1 bàn thắng
- Ariadina
- Geyse
- Shen Mengyu
- Zhang Linyan
- Zhao Yujie
- Chloe Kelly
- Sandy Baltimore
- Hélène Fercocq
- Klara Bühl
- Giulia Gwinn
- Kristin Kögel
- Janina Minge
- Stefanie Sanders
- Ruth Anima
- Sandra Owusu-Ansah
- Hayashi Honoka
- Miyzawa Hinata
- Nagano Fuka
- Katty Martínez
- Eva van Deursen
- Aniek Nouwen
- Rasheedat Ajibade
- Peace Efih
- Hannah Blake
- Ja Un-yong
- Kim Kyong-yong
- Son Sun-im
- Jessica Martínez
- Candela Andújar
- Aitana Bonmatí
- Lucía García
- Carmen Menayo
- Clàudia Pina
- Ashley Sanchez

1 bàn phản lưới nhà
- Dou Jiaxing (trong trận gặp Nigeria)